# Lezioni di didattica e ricordi di esperienza magistrale
Lezioni di didattica e ricordi di esperienza magistrale è un’opera del pedagogista italiano Giuseppe Lombardo Radice, pubblicata per la prima volta nel 1913. 

## Contenuto
Questa opera si offre come un organismo di idee atte a rendere viva e attiva l’opera della scuola, sottolineando la collaborazione tra docente e allievo e la coscienza operosa dell’ideale educativo, rendendolo modello di didattica vissuta.
L’opera si divide in tre parti, la prima è sulla disciplina, la seconda sul metodo, la terza sui ricordi di esperienza magistrale. Al centro c’è il rapporto maestro-allievo e la formazione culturale che si sviluppa con la collaborazione. Ciò implica un profondo affiatamento fra maestro e alunno.
L’insegnante va preparato alla formazione magistrale, capace di fare della scuola un’agenzia per la società. Le lezioni devono essere vive e vicine al mondo del bambino, connesse al metodo intuitivo. È indicato l’uso di libri stimolanti e vivaci, dello studio libero con al centro la biblioteca scolastica, di cui il maestro è animatore. 
Nella scuola elementare al primo posto spetta l’attività estetica: il bambino è poeta, creativo, ludico, ed occorre lasciare spazio anche all'attività grafica e sensoriale. La scuola deve essere la casa in cui si svolgono attività serene e rasserenanti, e pertanto formative.

## Edizioni
- Giuseppe Lombardo Radice, Lezioni di didattica e ricordi di esperienza magistrale, Remo Sandron, 1940